# 白井城
白井城（しろいじょう）は、群馬県渋川市白井にあった室町時代から江戸時代初期の崖端城（日本の城）。「しらいじょう」と言われることもあるが、地元の読み方は「しろいじょう」である。渋川市指定史跡。

## 概要
利根川と吾妻川の合流地点に突き出す舌状台地に位置し、東西800メートル、南北1200メートルに広がる城である。中央部に本丸、二ノ丸・三ノ丸・北郭・総郭が北方に連なり、南には南郭・新郭が存在する。南に尖った三角形の構造で、西は吾妻川に面する断崖、南東側に白井宿が存在する。
築城時期は不明。南北朝時代に長尾景忠が白井の地に入り白井・総社長尾家を開いており、長尾景仲の代に享徳の乱などの戦乱のため、白井城が築城されたと推定される。
戦国時代は白井長尾家の根拠地の役割を果たした。越後と関東を繋ぐ道路の隘路口に位置しており白井長尾家が代々支配していた。景仲の孫景春が総社長尾家の長尾忠景と対立して山内上杉家に反乱（長尾景春の乱）を起こした際には一時的に山内上杉氏のものになることもあったが、ほぼ白井長尾家の居城として機能していた。しかし景春の孫景誠が大永7年（1527年）に家臣に暗殺され、城主は総社長尾家から長尾憲景が入り白井長尾家を継いだものの勢力が減退、長野氏などに圧迫されるようになった。山内上杉氏が越後に逃れると、白井城は山内上杉氏の名跡を継いだ上杉謙信の勢力下に入る。
永禄年間に入ると甲斐の武田信玄が西上野侵攻を開始する。吾妻郡の攻略を担当した武田家臣の真田幸綱（幸隆）・信綱により、永禄3年（1567年）3月に白井城は落城した。なお、幸綱は白井城落城の頃に家督を嫡男の信綱に譲っていたと考えられている。その後、白井長尾家が白井城を奪回するが、天正6年（1578年）3月に越後で上杉謙信没後に、上杉景勝・上杉景虎間で家督を巡る御館の乱が発生する。御館の乱において、相模国の後北条氏・上州武士の支持する上杉景虎が天正7年3月24日に敗死し、上杉景勝は武田氏と甲越同盟を結んだ。これに伴い、長尾憲景は敵対していた武田家に身を投じた。天正10年（1582年）3月に武田氏は織田・徳川連合軍の侵攻により滅亡すると、上杉憲景は後北条氏に属し、憲景死後に子の政景が城主となった。天正18年（1590年）、豊臣政権による小田原征伐で松井田城を攻略した前田・上杉氏らの北方軍によって北郭を占領され5月15日開城、白井長尾家の支配は終わった。
徳川氏の関東入封により本多康重が2万石で白井藩を立てた。その後は藩主が目まぐるしく変わった。関ヶ原の戦いののち慶長6年（1601年）に武蔵国から松平康長が入り、慶長7年（1602年）には井伊直孝が1万石で藩主になり、元和2年（1616年）直孝が本家を継ぐため転出すると西尾忠永が2万石で入り、元和4年（1618年）、本多康重の次男の本多紀貞が1万石で取り立てられた。元和9年（1623年）、紀貞は嗣子無くして死去し白井藩は廃藩、白井城は廃城となり破却された。

## 絵図
寛政4年（1792年）までに作成された白井城絵図がある。

## 現状
現在城址の大部分は農地や宅地などになっているが、本丸周辺は、2004年（平成16年）3月31日に渋川市指定史跡に指定されて整備され、土塁や石垣・堀などが残る。